# Freestyle agli VIII Giochi asiatici invernali - Gobbe femminile
La gara delle gobbe femminili si è svolta il 26 febbraio 2017 alla Bankei Ski Area di Sapporo in Giappone.

## Risultati

### Qualificazioni
| Rank | Atleta           | Punt. |
| ---- | ---------------- | ----- |
| 1    | Yuliya Galysheva | 75.66 |
| 2    | Sophie Ash       | 74.70 |
| 3    | Miki Ito         | 74.61 |
| 4    | Jakara Anthony   | 74.24 |
| 5    | Arisa Murata     | 71.57 |
| 6    | Kisara Sumiyoshi | 71.48 |
| 7    | Seo Jung-hwa     | 69.19 |
| 8    | Hinako Tomitaka  | 66.48 |
| 9    | Seo Jee-won      | 64.70 |
| 10   | Gao Dongxue      | 43.63 |
| 11   | Ma Zhuoni        | 33.45 |
| 12   | Shao Huijun      | 7.24  |

### Finale 1
| Rank | Atleta           | Punt. |
| ---- | ---------------- | ----- |
| 1    | Yuliya Galysheva | 79.75 |
| 2    | Arisa Murata     | 79.16 |
| 3    | Miki Ito         | 78.94 |
| 4    | Jakara Anthony   | 77.52 |
| 5    | Sophie Ash       | 75.86 |
| 6    | Kisara Sumiyoshi | 75.35 |
| 7    | Seo Jung-hwa     | 73.00 |
| 8    | Hinako Tomitaka  | 70.87 |
| 9    | Seo Jee-won      | 66.23 |
| 10   | Gao Dongxue      | 16.90 |

### Finale 2
| Rank | Atleta           | Punt. |
| ---- | ---------------- | ----- |
| 1    | Arisa Murata     | 79.37 |
| 2    | Yuliya Galysheva | 79.02 |
| 3    | Miki Ito         | 75.52 |
| 4    | Kisara Sumiyoshi | 74.60 |
| 5    | Sophie Ash       | 69.20 |
| 6    | Jakara Anthony   | 68.29 |